# 黑波考河

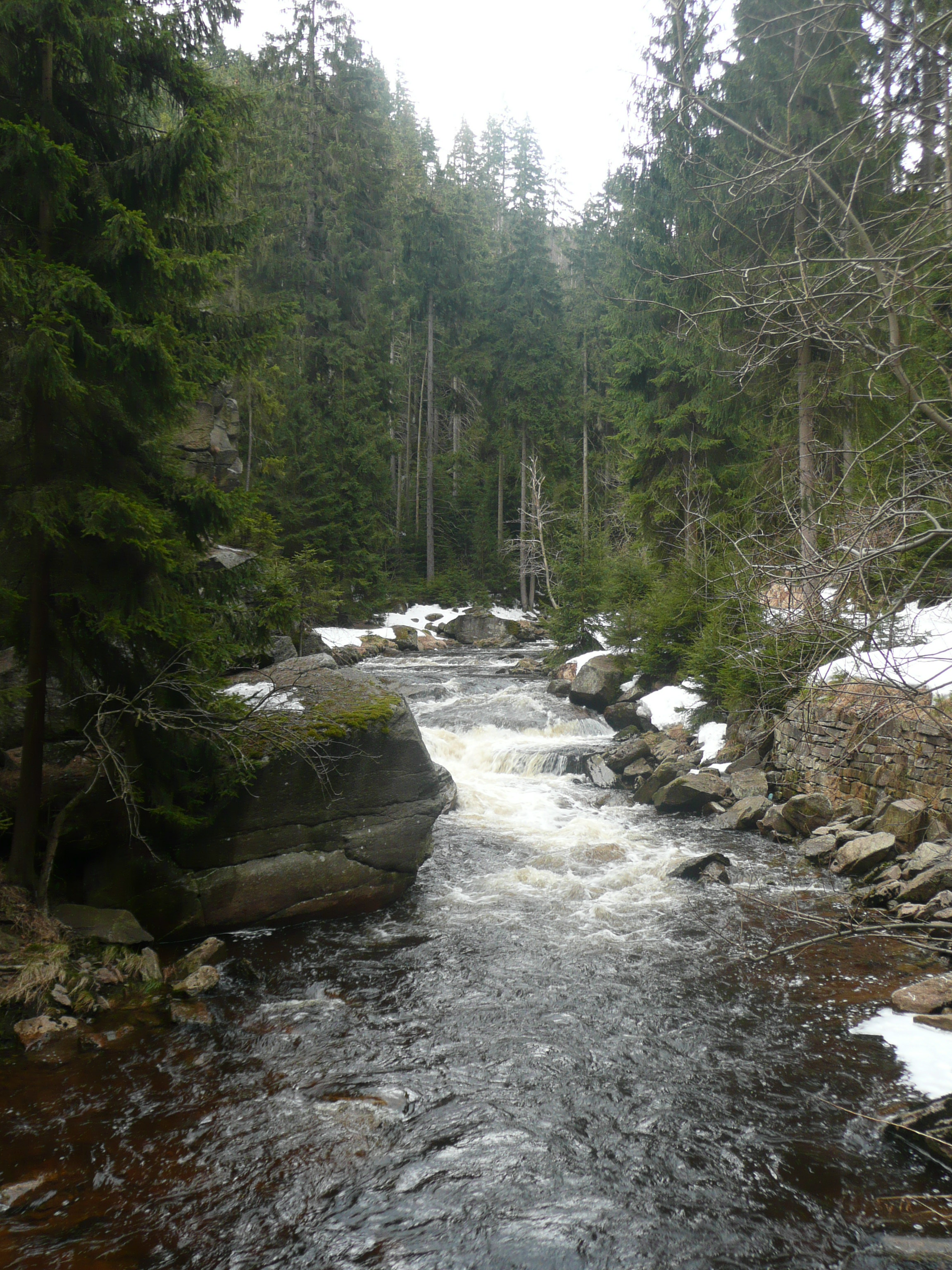

50°42′18.36″N 13°14′6.41″E / 50.7051000°N 13.2351139°E
黑波考河（英語：Black Pockau）是德國的河流，位於該國東部薩克森州，處於首都柏林以南200公里的厄爾士山脈地區，河道全長33公里，屬於弗勒阿河的支流，河口處在波考。

## 外部連結
- 维基共享资源上的相關多媒體資源：黑波考河